# Anepsion roeweri
Anepsion roeweri là một loài nhện trong họ Araneidae.
Loài này thuộc chi Anepsion. Anepsion roeweri được Pater Chrysanthus miêu tả năm 1961.